# Pegomya versicolor
Pegomya versicolor es una especie de díptero del género Pegomya, tribu Pegomyini, familia Anthomyiidae. Fue descrita científicamente por Meigen en 1826.
Se distribuye desde Escandinavia hasta los Pirineos y los Alpes, y desde el Reino Unido hasta Polonia. Suele afectar plantas del género Persicaria y Rumex.